# Станкевич, Владимир Владимирович (серийный убийца)
Владимир Владимирович Станкевич (род. 5 июля 1962, Красноярск, Красноярский край, РСФСР, СССР) — российский серийный убийца, совершивший не менее 4 убийств девушек и женщин в период с 8 декабря 1995 по 1 марта 1996 года на территории города Краснокаменск. Все убийства Станкевич совершал с особой жестокостью. Своим жертвам он отрезал молочные железы, кусал плоть, пил их кровь и пропарывал их тела ветками и металлическими прутьями. В 1998 году Станкевич был приговорён к смертной казни через расстрел. На момент вынесения смертного приговора в России уже действовал мораторий, поэтому в 1999 году Верховный суд отменил приговор Станкевичу, и смертная казнь была заменена на 15 лет лишения свободы, что являлось максимальным наказанием, помимо смертной казни, по УК РСФСР 1960 года, действовавшим в период совершения убийств. Исключительность делу Станкевича придаёт тот факт, что отбыв уголовное наказание полностью, в 2011 году Владимир Станкевич вышел на свободу и сумел социально адаптироваться к жизни в обществе. В последующие годы он не привлекался к уголовной ответственности по обвинению в совершении тяжких преступлений.

## Биография

### Жизнь до убийств
Владимир Станкевич родился 5 июля 1962 года в Красноярске. Имел старшую сестру. Отец Владимира бросил его мать и ушёл из семьи, когда ему было всего лишь несколько месяцев, вследствие чего воспитанием Владимира занималась в основном мать. В 1975 году она во второй раз вышла замуж, и у Станкевича появился отчим. Мать и отчим Владимира вели законопослушный образ жизни, не имели вредных привычек, отрицательно влияющих на благосостояние семьи в целом. В школьные годы Станкевич не пользовался популярностью у женского пола и имел проблемы с коммуникабельностью. После окончания школы Владимир Станкевич поступил в одно из Красноярских ПТУ, где учился на слесаря контрольно-измерительных приборов. Получив образование, в начале 1980-х Станкевич был призван в Советскую армию. Во время службы в армии он познакомился с матерью-одиночкой, которая была старше его на 8 лет и имела дочь от первого брака. После окончания службы в армии Владимир женился на этой женщине и удочерил её дочь. Через три года после свадьбы супруга Владимира родила ему ещё одну дочь. В этот период Станкевич вместе с женой нашли работу на сернокислотном заводе «Приаргунского производственного горно-химического объединения».
Вскоре они переехали в Краснокаменск, который был построен для работников «Приаргунского производственного горно-химического объединения». На рабочем месте и в семье Станкевич характеризовался в основном положительно, несмотря на то, что с начала 1980-х годов начал злоупотреблять алкогольными напитками и приобрёл алкогольную зависимость. В 1987 году Владимир Станкевич был вынужден проходить курс лечения от хронического алкоголизма в клинике. После этого Станкевич начал демонстрировать признаки психического расстройства. В 1991 году он совершил нападение на молодого парня, с которым встречалась его 15-летняя падчерица, в ходе которого пытался зарубить его топором. В 1993 году в состоянии алкогольного опьянения на рабочем месте Владимир Станкевич неожиданно впал в ярость и попытался проникнуть в бытовое помещение, где переодевались женщины. После того как женщины его не пустили, он разбил окно и попытался через него проникнуть в помещение, но упал с лестницы. После распада СССР и последовавших за ним экономических реформ Станкевич и его жена потеряли все сбережения. Из-за многомесячных задержек заработной платы и последовавших за ними материальных трудностей в начале 1990-х годов Владимир и его супруга уволились с сернокислотного завода «Приаргунского производственного горно-химического объединения». Жена Станкевича устроилась сторожем и периодически ездила в Китай за товаром на продажу, в то время как Владимир перебивался случайными заработками, подолгу оставаясь безработным. Не в силах найти высокооплачиваемую работу и справиться с алкогольной зависимостью, в этот период Владимир потерял уважение со стороны жены и взрослой падчерицы, которая всячески его унижала. Согласно свидетельствам самого Станкевича, с целью найти выход из депрессии в этот период он начал читать много специфической литературы. Сюжет одной из книг повествовал о 100-летней королеве, которая выбирала красивых девушек и отрезала им грудь. Станкевич утверждал, что многократно перечитывал эту книгу, а описание жестоких сцен сильно повлияло на его психоэмоциональное состояние. В начале 1995 года в состоянии алкогольного опьянения Станкевич неожиданно стал быстро впадать в состояние гнева, которое сопровождалось приступами ярости. Все нападения и убийства Станкевич совершал после ссор с женой в то время, когда она находилась на работе.

### Убийства
16 апреля 1995 года приблизительно в 23 часа Станкевич подошёл на улице к 34-летней женщине по имени Ольга. Женщина была пьяна, вследствие чего Владимиру удалось с ней познакомиться. В ходе разговора с Ольгой Станкевич предложил женщине проводить её до дома, на что она ответила согласием. Однако по дороге между ними возникла ссора, и Станкевич начал демонстрировать по отношению к новой знакомой агрессивное поведение. Ольга попыталась убежать от Владимира, но он сумел её догнать, после чего повалил на землю, разорвал на ней одежду и отрезал с помощью ножа молочную железу. После этого Владимир подобрал с земли ветку и пропорол тело Ольги снизу. Несмотря на тяжесть полученных увечий, Ольга выжила. Её в бессознательном состоянии нашли прохожие и доставили в больницу, где ей была оказана необходимая медицинская помощь.
Из свидетельств психиатра, проводившего комплексную судебно-медицинскую экспертизу в отношении Владимира Станкевича:
Про первое нападение он рассказывал так. 16 апреля выпил бутылку, «темно на душе было, черно, противно», так как из него «сделали домохозяйку», старшая дочь по дому не помогала. Потом выпил ещё бутылку (жена была на дежурстве), вышел ночью на улицу, хотелось выговориться. Встретил выпившую женщину, которая поддакивала, позволяла себя обнимать. Но против неё возникла какая-то злоба. Появилось желание расчленять, но не лишать жизни. Вспомнил прочитанную книгу, где королева, столетняя старуха, выбирала красивых девушек и отрезала им грудь. Вот так он и сделал...
Вечером 8 декабря 1995 года недалеко от своего дома Станкевич совершил нападение на 43-летнюю женщину по имени Анастасия. В ходе нападения он повалил её на землю, ударил несколько раз, после чего разорвал на ней одежду и задушил.
Вечером 30 декабря 1995 года возле своего дома Станкевич совершил нападение на 34-летнюю женщину по имени Наталья. В ходе нападения он придушил женщину, разорвал на ней одежду, после чего пропорол её тело металлической арматурой, однако женщина сумела выжить.
В ночь с 10 на 11 февраля 1996 года на пустыре между домами Владимир Станкевич совершил второе убийство. Его жертвой стала 40-летняя Татьяна, которой он в ходе нападения разорвал одежду и пропорол её тело веткой.
В ночь с 29 февраля на 1 марта 1996 года у ограды детского сада Станкевич встретил 26-летнюю девушку по имени Анна. Владимир ударил её несколько раз по голове, после чего разорвал её одежду и проткнул тело металлическим прутом. От полученных ранений девушка скончалась на месте убийства.
На следующий день Станкевич совершил последнее убийство. Возле той же ограды детского сада, где он накануне убил девушку, Станкевич совершил нападение на 31-летнюю Наталью. В ходе нападения Владимир ударил женщину металлическим прутом по голове, после чего пропорол её снизу и отрезал правую молочную железу.
Кроме этого, Владимир Станкевич совершил ещё 12 нападений на женщин, в ходе которых его жертвы остались живы. На одну из женщин он напал после 50 минут общения. Под угрозой ножа он завёл жертву в безлюдное место, где свалил на землю и начал кусать её за щёки. Согласно показаниям жертвы, когда от его укусов на её лице появилась кровь, Станкевич, лёжа на ней, ревел и рычал, после чего сделал поверхностный крестообразный надрез на её спине. Женщина утверждала, что во время нападения Станкевич заявил ей, что не будет её убивать, поскольку у неё сын проходил службу в армии, а свои действия мотивировал желанием отомстить своей супруге.

### Арест, следствие и суд
Для расследования убийств была создана следственно-оперативная группа прокуратуры области и УВД. С целью поимки серийного убийцы в Краснокаменске началась масштабная проверка ранее судимых и имеющих отклонения в психическом развитии или психические заболевания, а также склонных к садистским проявлениям или замеченных в нездоровом интересе к женщинам. В тёмное время суток улицы Краснокаменска патрулировались усиленными нарядами милиции. Переодетые молодые сотрудницы милиции и прокуратуры прогуливались вечером в местах, где были совершены преступления, с целью выловить преступника «на живца», однако результата это не дало. На основании свидетельских показаний был составлен фоторобот преступника, который очень хорошо соответствовал внешности Станкевича. Одна из жертв Станкевича во время расследования поведала сотрудникам правоохранительных органов о том, что нападавший в разговоре с ней упоминал о своей супруге, которая уехала в Китай за товаром с целью последующей его реализации на территории России. После того как следствием было установлено, что жена Станкевича периодически выезжает в Китай, он был подвергнут допросу, во время которого стал чрезмерно волноваться, вследствие чего было принято решение о выдаче ордера для обыска его квартиры, в результате которого на входной двери квартиры было обнаружено пятно крови. Станкевич был доставлен в отделение милиции, где жертвы опознали в нём преступника, на основании чего 9 апреля 1996 года Владимир Станкевич был арестован.
В ходе допросов он дал признательные показания и написал явку с повинной. В июне того же года Станкевич был этапирован в Читу, где была проведена комплексная психолого-психиатрическая экспертиза для установления степени его вменяемости. Во время экспертизы Станкевич поведал психиатрам о том, что при реализации своего патологического влечения к убийствам ему было важно, чтобы жертва оказывала ему сопротивление и пыталась сбежать от него. Станкевич утверждал, что переживал сильные благоприятные эмоции от поимки жертвы, разрывания одежды, а затем от укусов и ощущений запаха и вкуса свежей крови. Он заявил в ходе экспертизы, что во время совершения убийств пребывал в особом психическом состоянии, следствием чего была антероградная амнезия. Согласно утверждениям Станкевича, на следующий день после совершения убийств его психическое состояние возвращалось к норму, а воспоминания о содеянном были смутны и нечётки. В конечном итоге по результатам судебно-медицинской экспертизы у Станкевича было выявлено сексуально-садистическое развитие личности (парафилия), но в отношении инкриминируемых деяний он был признан вменяемым. Психиатры пришли к выводу, что в формировании его парафилии необычно большую роль сыграл алкоголь, а также его особое отношение к свежей крови.
Судебный процесс открылся в 1998 году. В ходе судебного разбирательства Владимир Станкевич отказался от всех признательных показаний и заявил, что оговорил себя под давлением следствия. Однако вина Станкевича была доказана на судебном процессе рядом изобличающих его улик. Так, в частности, на ручке входной двери в его квартиру были обнаружены пятна крови, соответствующие группам крови его жертв. Кроме этого, Станкевич был опознан в качестве преступника на одном из судебных заседаний выжившими потерпевшими, одной из них он ампутировал грудь. Поскольку Станкевич вину не признал и не выразил раскаяния в содеянном, никаких смягчающих обстоятельств в уголовном деле суд не выявил, после чего судья Читинского областного суда Раджаб Джафаров 23 июля 1998 года приговорил Станкевича к смертной казни.
Из воспоминаний Раджаба Джабарова:
У меня не было сомнений в его виновности. Особо отмечу несколько моментов. Первый. Собака, с которой милиция приехала на место одного из убийств, привела к двери его квартиры. Второй. Когда его задержали и привели к прокурору, он сказал примерно так: «Не отпускайте меня, иначе я ещё что-то страшное натворю». Третий. Он рассказывал, что именно во время отъездов жены всё совершал. То есть она уезжала в Китай, он дома выпивал и шёл на улицу искать жертву. Происходило с ним как будто некое «затуманивание», но этому эксперты как раз нашли объяснение. Вообще многое объясняла психиатрическая экспертиза. Четвёртый. Станкевич сам дал признательные показания при адвокате (потом, насколько я помню, он потребовал другого адвоката). Уже сидя в изоляторе, Станкевич научился (возможно, у сокамерников), как надо правильно отвечать на суде. И потому на заседаниях занял позицию отрицания. По поводу приговора — вы не думайте, что так легко было вынести в те годы решение о назначении высшей меры наказания. Всё тщательно взвешивалось, анализировалось. Исключались любые ошибки.
После осуждения Владимир Станкевич подал кассационную жалобу, которая была рассмотрена 27 ноября 1998 года Судебной коллегией по уголовным делам Верховного суда РФ. Верховный Суд посчитал, что следствие было неполным, в частности отмечалось, что расследование одного из эпизодов было проведено с уголовно-процессуальными ошибками, так как на месте одного из убийств были найдены перчатка и спортивные штаны, которые не принадлежали ни жертве, ни Владимиру Станкевичу. В конечном итоге Судебная коллегия по уголовным делам Верховного суда РФ отменила смертный приговор Станкевичу, и его уголовное дело было направлено на доследование. В течение нескольких месяцев следствие провело ряд дополнительных криминалистических экспертиз и очных ставок, после чего уголовное дело Станкевича с дополнительными материалами попало на рассмотрение к судье Любови Волниной.
В этот период Президент России Борис Ельцин наложил мораторий на высшую меру наказания, благодаря чему на основании Указа Президента России о помиловании 18 ноября 1999 года Любовь Волнина, признав вину Владимира Станкевича доказанной, заменила ему смертную казнь на уголовное наказание в виде 15 лет лишения свободы, что являлось максимальным наказанием, помимо смертной казни, по УК РСФСР 1960 года, действовавшим в период совершения убийств.

### Дальнейшая судьба
Отбыв уголовное наказание полностью, Владимир Станкевич вышел на свободу 8 апреля 2011 года, после чего вернулся в Краснокаменск и в дальнейшие годы сумел социально адаптироваться к жизни в обществе. Ему удалось найти жильё и приобрести автомобиль. 27 сентября 2018 года около 20 часов 30 минут на улице Чкалова в центре Читы Владимир Станкевич, управляя автомобилем «ВАЗ-2106», сбил женщину, переходившую дорогу по пешеходному переходу. С места происшествия он не скрылся, дождался автомобиля скорой помощи и принял участие в оказании пострадавшей медицинской помощи. После задержания Станкевич утверждал, что женщина переходила дорогу в неположенном месте, однако его показания противоречили свидетельствам потерпевшей и свидетелей инцидента. В конечном итоге суд признал Владимира Станкевича виновным в дорожно-транспортном происшествии и назначил ему уголовное наказание в виде 1 года и 2 месяцев лишения свободы, а также постановил выплатить потерпевшей 500 тысяч рублей. Но Станкевич и в этот раз оспорил решение суда и подал апелляционную жалобу, которая была удовлетворена. Апелляционная инстанция постановила, что судимость осуждённых к лишению свободы за тяжкие преступления погашается по истечении 6 лет после отбытия наказания. Таким образом, судимость Станкевича погасилась в апреле 2017 года, и на момент дорожно-транспортного происшествия он являлся несудимым. Поскольку в соответствии с ч. 6 ст. 86 УК РФ погашение или снятие судимости аннулирует все правовые последствия, связанные с судимостью, в соответствии с ч. 1 ст. 56 УК РФ Станкевичу не могло быть назначено наказание в виде лишения свободы, поскольку он совершил преступление небольшой тяжести впервые, а отягчающие его наказание обстоятельства не установлены. При таких обстоятельствах приговор был изменён, и уголовное наказание было смягчено. В конечном итоге Станкевичу назначили ограничение свободы сроком на 2 года с дополнительным наказанием в виде лишения права заниматься деятельностью, связанной с управлением транспортным средством, на 1 год.
Социальная адаптация к жизни в обществе Владимира Станкевича и его исправление вызвали общественный резонанс, так как тезис о том, что серийные убийцы не могут перестать убивать, стал подвергаться сомнению.
Комментарий главного внештатного психиатра министерства здравоохранения Забайкальского края, доктора медицинских наук, профессора Ольги Ступиной:
Чисто теоретически человек с такими личностными особенностями не исправляется. Ну а как он себя дальше поведёт? Поживём — увидим.
По состоянию на 2024 год 62-летний Владимир Станкевич был жив.